# Thalheim/Erzgeb.
Thalheim/Erzgeb., Thalheim/Erzgebirge – miasto w Niemczech, w kraju związkowym Saksonia, w okręgu administracyjnym Chemnitz, w powiecie Erzgebirgskreis. Według danych z 31 grudnia 2009 miasto liczyło 6 978 mieszkańców.

## Współpraca
Miejscowość partnerska:
- Roßtal
- Bawaria